# Distretto di Linyuan
Il distretto di Linyuan (林園區S, Línyuán QūP) è un distretto della municipalità di Kaohsiung, situata a Taiwan.